# Art Paleczny
Arthur „Art“ Paleczny (* 3. April 1929 in Waterloo, Ontario; † 6. April 2020 in Kitchener, Ontario) war ein kanadischer Kommunalpolitiker.

## Leben
Paleczny wurde 1929 als eines von 13 Kindern geboren. 1960 wurde er erstmals in den Stadtrat von Waterloo gewählt und gehörte diesem die nächsten sechs Jahre an. Von 1966 bis 1967 bekleidete er das Amt des Bürgermeisters der Stadt.
Von 1961 bis 1962 war er Präsident der Waterloo Region Home Builders’ Association’s (WRHBA).
Zuletzt lebte Paleczny, der an Demenz erkrankt war, in einem Pflegeheim in Kitchener, Ontario. Im Zuge der COVID-19-Pandemie in Kanada kam es am 1. April 2020 zu dem ersten Krankheitsfall in dem Pflegeheim. Am 4. April begann Paleczny erste Krankheitssymptome zu zeigen. Er starb zwei Tage später. Paleczny war damit der zweite Heimbewohner, der an COVID-19 starb. Zum 7. April waren insgesamt neun Heimbewohner und ein Pfleger positiv auf das Coronavirus SARS-CoV-2 getestet worden.
Paleczny war verheiratet und hatte Kinder.